# Малайска рогата жаба
Megophrys nasuta е вид земноводно от семейство Megophryidae.

## Разпространение
Видът е разпространен в Бруней, Индонезия (Калимантан и Суматра), Малайзия (Западна Малайзия, Сабах и Саравак), Сингапур и Тайланд.